# Imperia Tower
Imperia Tower – wieżowiec zbudowany w 2011 r. w Moskwie, na terenie Moskiewskiego Międzynarodowego Centrum Biznesowego. Konstrukcja rozpoczęła się w 2001 r., jednak w 2003 wstrzymano budowę na trzy lata. Koszt budowy wyniósł 300 mln $.
Piętra od 1 do 30 zajmują powierzchnie biurowe, od 32 do 40 piętra hotel, a od 42 do 59 apartamenty. Oprócz tego w budynku znajduje się galeria handlowa, aquapark oraz parking na 1500 samochodów.